# کارو (سامورایی)
کارو (به ژاپنی: 家老 Karō) سامورایی‌های رده بالا بودند که به عنوان مشاور و صاحب‌منصب به دایمیو (ارباب، فئودال) خدمت می‌کردند.
در دوره ادو و سیاست سانکین کوتای (حضور متناوب در ادو) برای هر دایمیو لازم بود که یک کارو را در شهر ادو داشته باشد و یک کاروی دیگر را در قلمروی اربابی‌اش. کارویی که در قلعه محلی بود به نام جودای کارو (城代家老) و کارویی که در ادو بود به نام ادو کارو (江戸家老) خوانده می‌شد.